# Miloslav Kučera (občanský demokrat)
Miloslav Kučera (* 4. října 1956) je český soukromý zemědělec a politik za Občanskou demokratickou stranu, po sametové revoluci československý poslanec Sněmovny národů Federálního shromáždění, na přelomu století poslanec Poslanecké sněmovny.

## Biografie
Ve volbách roku 1992 byl zvolen za ODS, respektive za koalici ODS-KDS, do české části Sněmovny národů (volební obvod Východočeský kraj). Ve Federálním shromáždění setrval do zániku Československa v prosinci 1992.
Ve volbách v roce 1998 byl zvolen do Poslanecké sněmovny Parlamentu České republiky za ODS. Mandát obhájil ve volbách v roce 2002 a ve sněmovně setrval do roku 2006. Pocházel z Jičína. Neúspěšně kandidoval za ODS i ve volbách v roce 2006. Profiloval se jako zemědělský odborník občanských demokratů, zaměřoval se na otázky transformace zemědělských družstev a byl stínovým ministrem zemědělství ODS. Později se uvádí jako poradce ministra zemědělství Petra Gandaloviče.
Profesí je soukromě hospodařícím zemědělcem. Angažoval se rovněž v komunální politice. V komunálních volbách roku 1994 byl zvolen za ODS do zastupitelstva obce Lužany a opakovaně se do tamního zastupitelstva dostal i v komunálních volbách roku 1998 a komunálních volbách roku 2002. Kandidoval i v komunálních volbách roku 2006, ale nebyl zvolen.